# Motor immòbil
El motor immòbil (en grec antic: ὃ οὐ κινούμενον κινεῖ, romanitzat: ho ou kinoúmenon kineî, lit. 'allò que es mou sense moure's') o primer motor (llatí: primum movens) és un concepte avançat per Aristòtil com a causa primària (o primera causa no causada) o "motor" de tot el moviment de l'univers. Com està implícit en el nom, el motor immòbil mou altres coses, però no és mogut per cap acció prèvia. Al llibre 12 (grec: Λ) de la seva Metafísica, Aristòtil descriu el motor immòbil com a perfectament bell, indivisible i que inclou només la contemplació perfecta: l'autocontemplació. Iguala aquest concepte també amb l'intel·lecte actiu. Aquest concepte aristotèlic va tenir les seves arrels en les especulacions cosmològiques dels primers filòsofs presocràtics grecs i va esdevenir molt influent i influint àmpliament en la filosofia i la teologia medievals. Sant Tomàs d'Aquino, per exemple, va elaborar el moviment immòbil a les Cinc vies.